# 棟氏王
棟氏王（むねうじおう、生年不詳 - 貞観5年1月22日（863年2月13日））は、平安時代前期の皇族。桓武天皇の孫。三品・葛井親王の子。官位は従四位下・下野守。

## 経歴
天安2年（858年）清和天皇の即位に伴って、二世王の蔭位により無位から従四位下に直叙される。貞観3年（861年）下野守に任ぜられるが、任期が終了する前の貞観5年（863年）正月22日卒去。最終官位は散位従四位下。

## 官歴
『日本三代実録』による。
- 天安2年（858年） 11月7日：従四位下（直叙）
- 貞観3年（861年） 正月：下野守
- 貞観5年（863年） 正月22日：卒去（散位従四位下）